# وكالة التصنيف الائتماني اليابانية
وكالة التصنيف الائتماني اليابانية (JCR)، التي تأسست عام 1985، هي شركة خدمات مالية يابانية تنشر التصنيفات الائتمانية للشركات اليابانية والحكومات المحلية والأطراف المعنية الأخرى. تعتبر الشركة واحدة من وكالات التصنيف الائتماني اليابانية التي وافقت عليها وكالة الخدمات المالية اليابانية باعتبارها مؤهلة للبنوك المحلية اليابانية لاستخدامها في إطار بازل II. تمتلك وكالة التصنيف الائتماني اليابانية حاليًا 584 مليون ين ياباني من رأس المال المدفوع.

## روابط خارجية
- الموقع الرسمي